# Paillis plastique

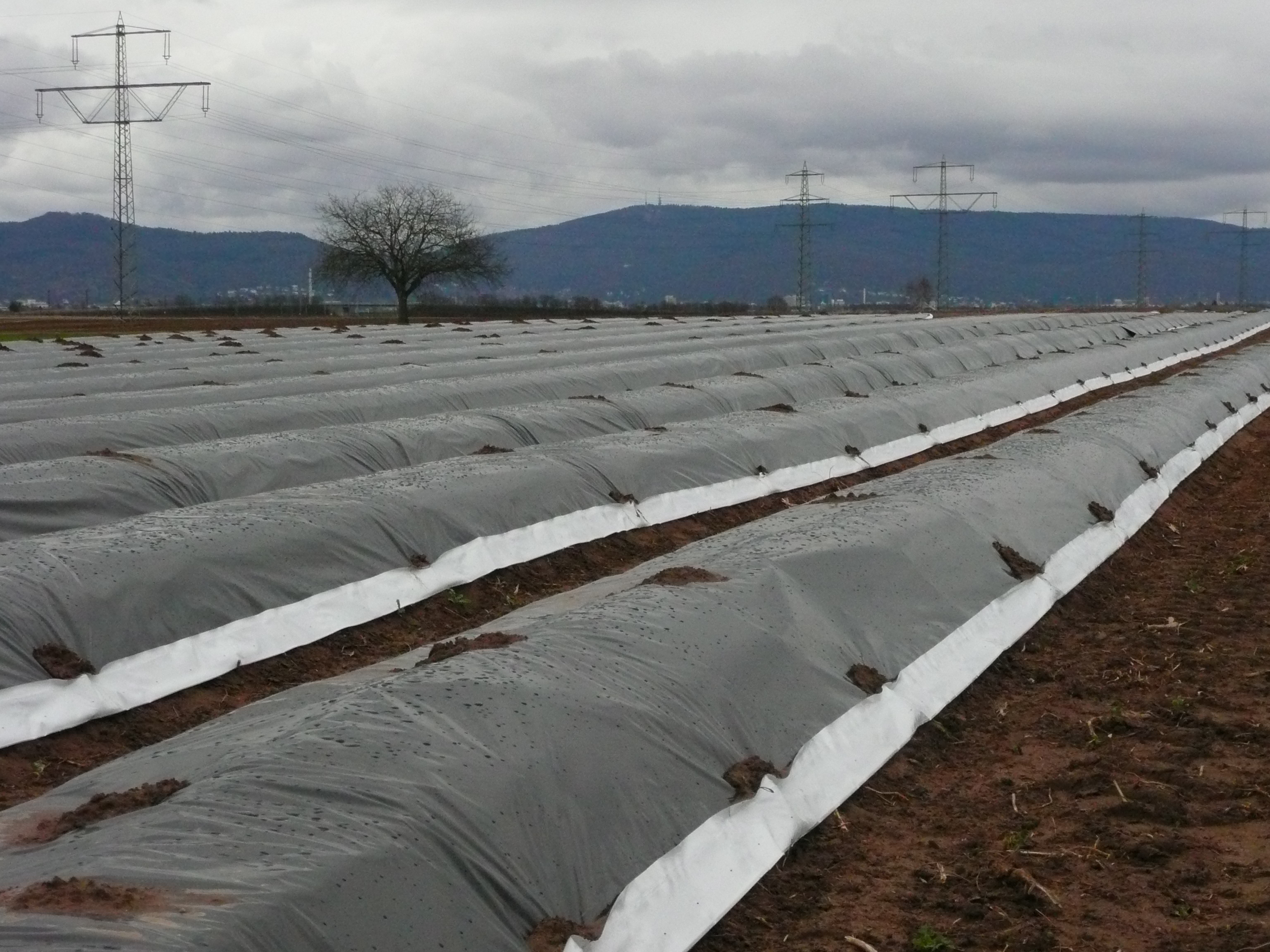
Culture d'asperges sur paillis plastique à Heidelberg en Allemagne.

Le paillis plastique est une technique utilisée à la manière du paillis classique en production agricole et horticole, ainsi que dans les aménagements paysagers, pour hâter et favoriser la croissance des plantes cultivées en réchauffant le sol tout en économisant l'eau et limitant la croissance des mauvaises herbes.
Elle consiste à étaler sur le sol une mince feuille de plastique, généralement du polyéthylène, dans laquelle les plantes poussent en la traversant par des fentes ou des trous pratiqués ad-hoc. 
Le paillis en plastique est souvent utilisé en conjonction avec l'irrigation au goutte-à-goutte.
Cette technique est prédominante dans la culture de légumes à grande échelle, des millions d'hectares sont cultivés sur paillis de plastique dans le monde chaque année.
Certains paillis de plastique agissent également comme une barrière pour maintenir dans le sol les agents de fumigation, tels le bromure de méthyle.
Des recherches ont été effectuées sur l'effet de différentes couleurs de paillis sur la croissance des plantes cultivées. 
L'élimination des paillis de plastique est parfois considérée comme un problème environnemental. Toutefois, des technologies existantes permettent de recycler les paillis de plastique après utilisation pour les transformer en résines plastiques réutilisables dans l'industrie de la fabrication de matières plastiques.

## Mise en place

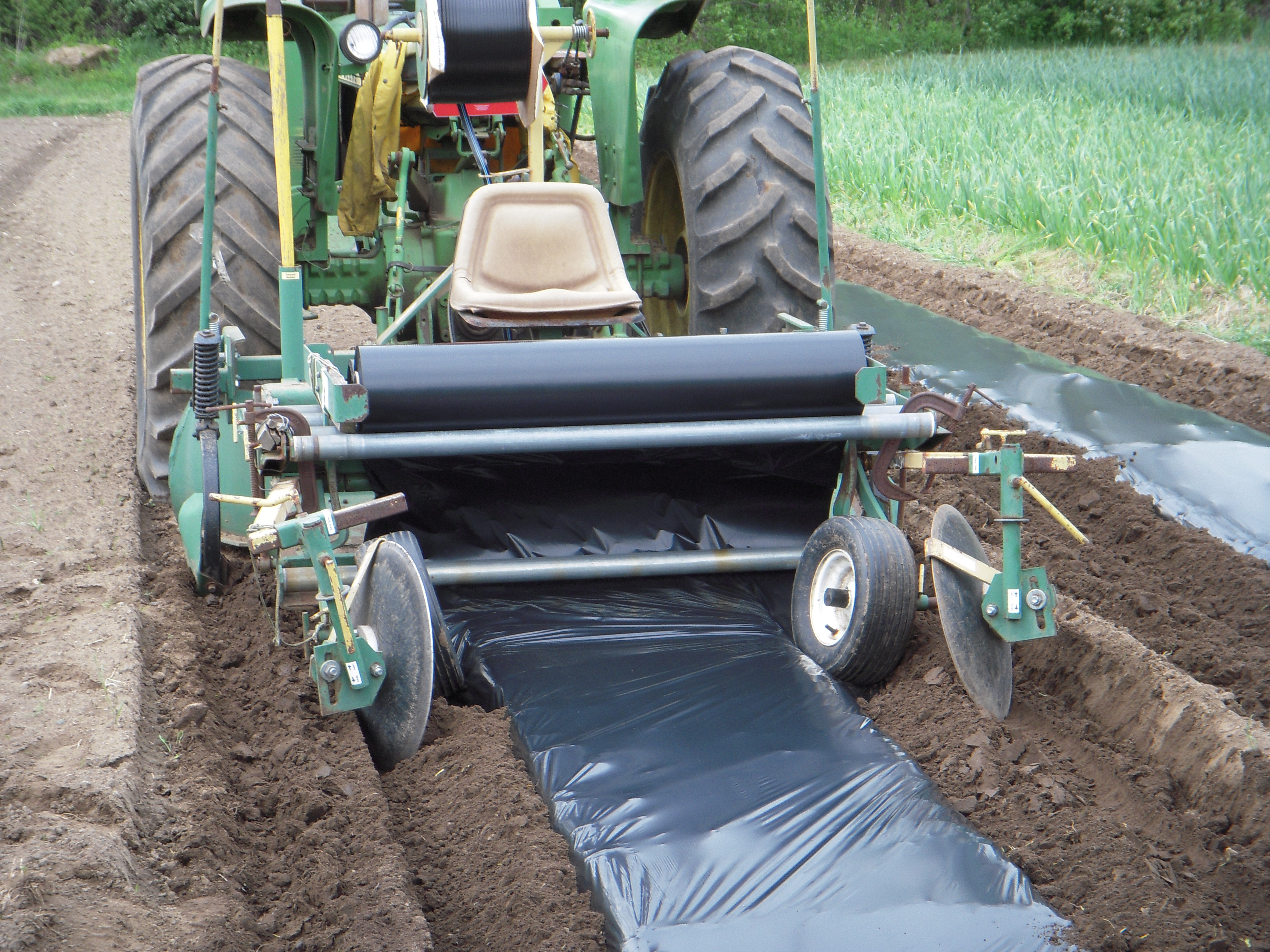
Dérouleuse de film plastique.

Une mise en place correcte du film plastique nécessite une préparation soignée du terrain, similaire à celle qui consiste à créer un lit de semence bien plat, dépourvu de grosses mottes de terre et de résidus organiques.
La pose proprement dite se fait, ligne par ligne, à l'aide d'une dérouleuse ou dérouleuse-butteuse, machine agricole généralement tractée. Elle peut se faire à plat, le film plastique étant placé au même niveau que la surface intercalaire entre les rangs, ou sur un lit surélevé : dans ce cas, la largeur du film plastique est supérieure à celle du lit de plantation. La dérouleuse est équipée de deux socs latéraux qui enterrent les bords du film plastique de manière à assurer sa fixation. Il est assez important, pour l'étape de plantation ultérieure, que le plastique soit assez tendu.
La pose d'une ligne d'irrigation au goutte-à-goutte sous le plastique peut se faire en même temps que la machine pose le plastique.

## Plantation
La plantation nécessite également des équipements spécialisés. 
Le matériel de plantation la plus courant est une planteuse à roue à eau, équipée d'un ou plusieurs tambours rotatifs munis de pointes régulièrement espacées et alimentés en eau en continu.
Lorsque la planteuse avance, le tambour à pointes perce le film de plastique à intervalles fixes et injecte de l'eau dans le trou, tandis qu'un ouvrier assis sur la machine insère un plant dans le trou. Ces machines peuvent avoir plusieurs lignes et des intervalles variés pour créer l'espacement souhaité pour chaque culture. Il existe aussi des planteuses-pailleuses qui assurent simultanément la pose du film plastique et la plantation.